# لینکلن (بازیکن فوتبال)
لینکلن (فوتبالیست) (به پرتغالی: Lincoln Cássio de Souza Soares) هافبک اهل برزیل است که در شهر São Brás do Suaçuí و در تاریخ ۲۲ ژانویهٔ ۱۹۷۹ به دنیا آمده‌است.
لینکلن (فوتبالیست) در تیم‌های فوتبال اتلتیکو مینیرو ،کایزرسلاوترن،شالکه ۰۴،گالاتاسرای، پالمیراس و Avaí سابقهٔ حضور دارد. این بازیکن همچنین در سال، ۱۹۹۹ برای، Brazil U-23 به میدان رفته‌است